# Motzener See
Der Motzener See ist ein südlich von Berlin und südlich von Mittenwalde gelegener See im Dahme-Seengebiet.
Der Motzener See ist über den Galluner Kanal mit dem Nottekanal verbunden und damit ein Teil des brandenburgischen Wasserstraßennetzes. Er erstreckt sich in Nord-Süd-Richtung zwischen dem Mittenwalder Ortsteil Motzen und dem Zossener Ortsteil Kallinchen. Durch den See verläuft in Nord-Süd-Richtung die Grenze zwischen den Landkreisen Teltow-Fläming und Dahme-Spreewald.
Die Bundesautobahn 13 führt etwa einen Kilometer östlich am See vorbei.
Er bietet drei Badestellen, einen Bootsverleih und einen Golfclub.
Der Motzener See gilt als die „nasse Wiege der deutschen Freikörperkultur“ und das organisierte Nacktbaden soll an der „Märchenwiese“ ⊙ bereits 1919 begonnen haben. Er gehört zu den saubersten Seen in Brandenburg.
Am Motzener See findet die Triathlonveranstaltung Kallinchen Triathlon statt, im Jahr 2012 in der 21. Auflage mit rund 700 Teilnehmern; 2024 werden bei der 32. Auflage ebenfalls 700 Teilnehmer erwartet.